# 水星人
水星人（すいせいじん）とは、「古典的SF作品」等に登場する、水星に棲息または出身の異星人等のこと。

## 水星人の登場するSF
- レイ・カミングス『燃えつきた水星人』 Tama of the Light Country （1930）久保書店QTブックス
- レイ・カミングス『水星征服計画』 Tama, Princess of Mercury (1931) 久保書店QTブックス（「燃えつきた水星人」の続編） 
  - 背中に翼があり空を飛ぶ異星人として登場。

## その他
- 水星に関するSFの英語版Wikipediaのページ